# Siadamy z kulturą
Siadamy z kulturą – cykl programów o kulturze w regionie Zagłębia Dąbrowskiego realizowany przez telewizję Tv Zagłębie od jesieni 2012 roku do grudnia 2015 roku. Program nagrywany był w Teatrze Zagłębia oraz w Sali koncertowej Szkoły Muzycznej w Sosnowcu.  Gospodarzem programu była Edyta Antoniak Kiedos. Gośćmi programu były związane z Sosnowcem osobistości świata kultury i nauki przyczyniające się do wzbogacenia oferty kulturalnej miasta oraz posiadające wybitne osiągnięcia naukowe, artystyczne i literackie nie tylko w Zagłębiu Dąbrowskim, ale również w kraju i za granicą. Część programów powstało przy wsparciu Stypendium Prezydenta Miasta Sosnowca.

## Lista odcinków
| Seria | Odcinek | Gość odcinka |
| ----- | ------- | --- |
| 1     | 1       | Zbigniewem Podsiadło – polski artysta fotograf, członek Związku Polskich Artystów Fotografików, Prezes Zarządu Okręgu Górskiego ZPAF, członek Rady Fundacji Centrum Fotografii, członek Rady Programowej Centrum Sztuki – Zamek Sielecki. |
| 1     | 2       | Mirą Kostyła – plakacistka, malarka, ilustratorka i autorka okładek, animator kultury. |
| 1     | 3       | Wojciech Brzoska – polski poeta, wokalista i współzałożyciel zespołu Brzoska i Gawroński oraz trio Brzoska/Marciniak/Markiewicz, autor książek poetyckich.                                                                                |
| 2     | 4       | Zbigniew Learczyk – polski aktor teatralny i filmowy, wieloletni dyrektor Teatru Zagłębia. |
| 2     | 5       | Jerzy Suchanek – polski pisarz, poeta, publicysta. |
| 2     | 6       | Dariusz Rekosz – polski pisarz, autor prozy przygodowo-detektywistycznej dla dzieci i młodzieży oraz komedii, kryminałów i przewodników dla dorosłych, animator kultury, twórca scenariuszy, słuchowisk radiowych i felietonista.         |
| 2     | 7       | Jacek Rykała – artysta malarz, profesor malarstwa Akademii Sztuk Pięknych w Katowicach, poeta i reżyser (autor sztuki „Dom przeznaczony do wyburzenia” oraz „Mleczarnia”).                                                                |
| 2     | 8       | Michał Kaczmarczyk – polski literaturoznawca i politolog, doktor habilitowany nauk społecznych, rektor Wyższej Szkoły Humanitas w Sosnowcu.                                                                                               |
| 2     | 9       | Zbigniew Białas – polski literaturoznawca-anglista, profesor nauk humanistycznych, prozaik i tłumacz, autor powieści Korzeniec. |
| 2     | 10      | Marek Przybyła – artysta malarz, grafik i rzeźbiarz, także prozaik i eseista, członek Związku Polskich Artystów Plastyków i Stowarzyszenia Pisarzy Polskich.                                                                              |
| 2     | 11      | Romuald Pawlak – polski pisarz, autor książek fantastycznych, obyczajowych oraz dla dzieci. |
| 2     | 12      | Marian Kisiel – polski poeta, tłumacz, krytyk literacki, badacz literatury polskiej XX wieku. |
| 2     | 13      | Bogdan Mizerski – polski artysta muzyk, kontrabasista, kompozytor, autor tekstów, producent. |
| 2     | 14      | Marek Barański – polski politolog, dr hab., profesor nadzwyczajny Instytutu Nauk Politycznych i Dziennikarstwa Wydziału Nauk Społecznych Uniwersytetu Śląskiego                                                                           |
| 2     | 15      | Czesław Gałużny – artysta plastyk, malarz, grafik. |
| 3     | 16      | Michał Maślak – muzyk, wokalista Fair Weather Friends. |
| 3     | 17      | Magdalena Boczkowska – krytyk literacki, doktor nauk humanistycznych. |
| 3     | 18      | Marta Fox – polska poetka, powieściopisarka i eseistka. |
| 3     | 19      | Janusz Osiński – animator kultury, konferansjer, autor książek. |
| 3     | 20      | Barbara Gruszka-Zych – polska poetka, dziennikarka i reporterka, krytyk literacki; pracownik tygodnika Gość Niedzielny. |
| 3     | 21      | Wojciech Leśniak – polski aktor teatralny i filmowy. |
| 3     | 22      | Ewa Zawadzka – polska graficzka, profesor, wykładowca w Europejskiej Akademii Sztuk w Warszawie. |
| 3     | 23      | Paweł Sobierajski – tenor, doktor nauk teologiczno-pedagogicznych, doktor habilitowany wokalistyki oraz psycholog muzyki. |
| 4     | 24      | Maria Bieńkowska – polska aktorka teatralna Teatru Nowego w Zabrzu, Teatru Śląskiego, Teatru Zagłębia. |
| 4     | 25      | Anna66 Andrzejewska – polska artystka fotograf, członek Związku Polskich Artystów Fotografów. |
| 4     | 26      | Paweł Bogocz − polski producent dokumentalnych form filmowych poświęconych współczesnej sztuce, scenarzysta i reżyser TV, realizator filmowych form reklamowych i promocyjnych, autor zdjęć i kreacji                                     |
| 4     | 27      | Agnieszka Chrzanowska − polska aktorka, piosenkarka, autorka muzyki i tekstów. Członkini Akademii Fonograficznej ZPAV. |
| 4     | 28      | Jerzy Lucjan Woźniak – poeta, prozaik i eseista. Posiada wykształcenie średnie. Obecnie mieszka w Sosnowcu. Publikuje również, choć rzadko, pod pseudonimami Jotelwu i Tomasz Limbowy.                                                    |
| 4     | 29      | Krzysztof Kłosiński − historyk literatury XIX i XX wieku, znakomity teoretyk literatury, tłumacz oraz komentator dzieł Rolanda Barthes’a i Jacques’a Derridy.                                                                             |